# Rodoguna de Pàrtia

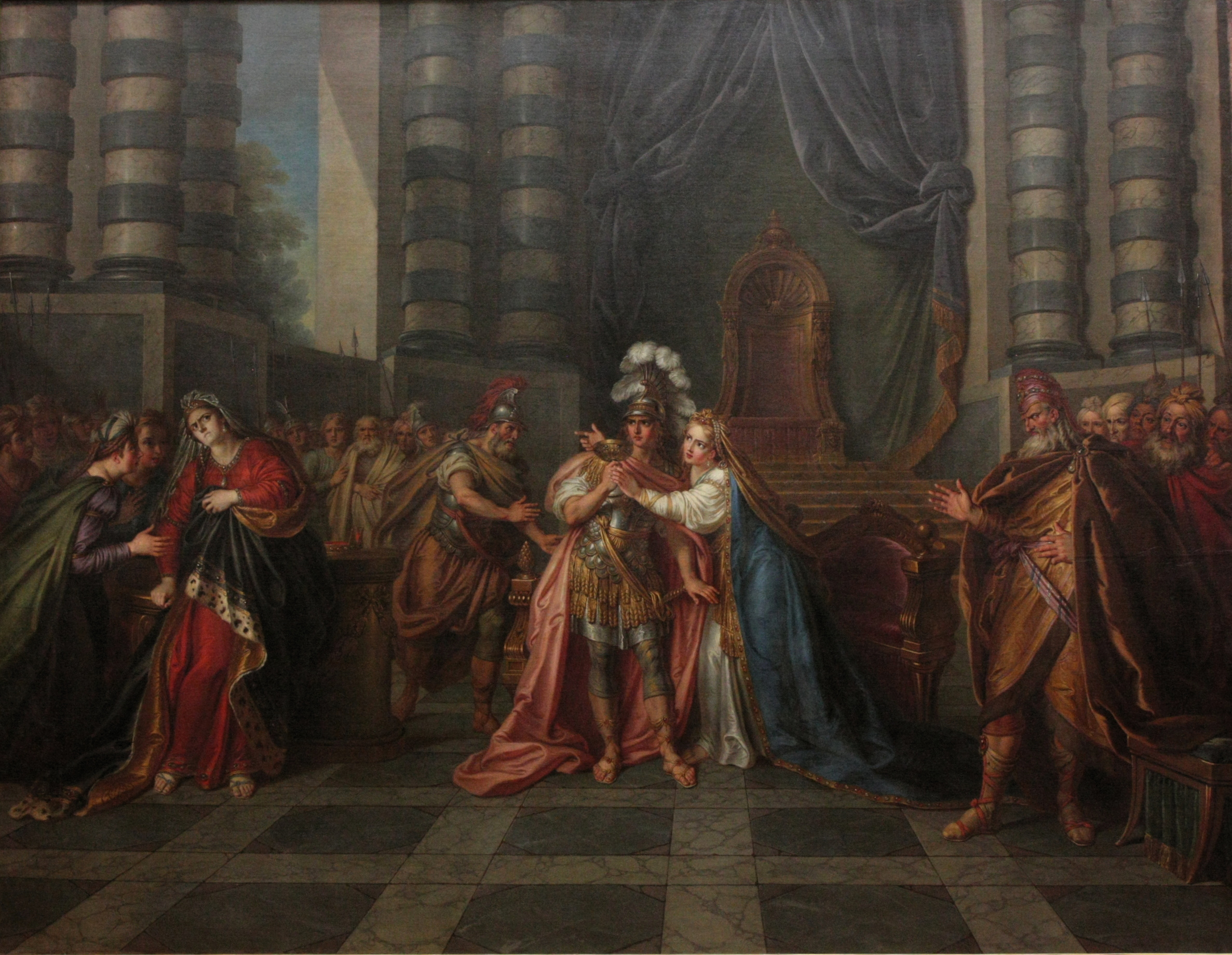
Pintura anacrònica de Rodoguna amb Cleòpatra II d'Egipte del pintor francès del segle XVIII Charles-Antoine Coypel. El rei selèucida Antíoc VIII Grip és a l'extrem dret.

Rodoguna (grec antic: Ῥοδογούνη; 171-139/38) va ser una princesa parta i reina de l'Imperi Selèucida a través del seu matrimoni amb Demetri II Nicàtor que visqué durant el segle II aC.

## Matrimoni
El 138 aC Rodoguna es va casar amb el rei selèucida Demetri II (govern 146-139 aC, 129-126 aC). Això ocorregué després que Demetri fos capturat en batalla per Mitridates, el pare de Rodoguna, i casat amb aquesta amb la intenció de, amb els anys, crear vincles i confiança i convertir-lo en aliat un cop el tornés al tron selèucida.
Si bé durant el seu matrimoni, Demetri va ser temporalment un ostatge a la cort del germà de Rodoguna, Fraates II, rebé el tracte i confiança d'un amic o un familiar. Se l'instal·là a Hircània, on sembla que tenia nombroses propietats, cuidava la seva dona i coneixia la llibertat personal. Certament, la seva relació amb Rodoguna semblava prosperar, ja que amb ella se sap que van tenir diversos fills, si bé se'n desconeixen els noms. Presumiblement, a mesura que Demetri va caure en els hàbits d'un "home de família", Fraates va arribar a confiar més en ell. Tot i així, al cap d'uns anys, el 131 aC aconseguí escapar i, abandonant la dona i els fills, tornà a Antioquia.

## Batalla i jurament
Poliè va escriure que Rodoguna, essent informada d'una revolta mentre es preparava per a un bany, va prometre no banyar-se ni raspallar-se els cabells fins que la revolta fos sufocada. Immediatament va entrar a la batalla, cavalcant al cap del seu exèrcit i derrotant als rebels. A partir da'quest moment seria representada als segells dels reis de Pèrsia amb els cabells llargs i desordenats a causa del seu jurament. Aquest incident també s'esmenta en el Tractatus de mulieribus escrit de manera anònima, que aprofundeix més en la història, descrivint-la com representada amb una estàtua daurada que mostra els seus cabells mig trenats, mig sense trenar.

## Anys posteriors
Demetri, el seu marit l'abandonà, presumiblement, l'any 129 aC quan, després de nombrosos intents fallits d'escapar de Pàrtia, va ser enviat de tornada a Antioquia durant la invasió de Pàrtia pel seu germà, Antíoc VII Sidetes. Es desconeix el que va passar amb Rodoguna o els seus fills, però és probable que mantinguessin el seu protagonisme a mesura que es va establir el poder de Pàrtia.

## En la cultura popular
Va inspirar el personatge de Rodoguna, l'heroïna de l'obra homònima de Pierre Corneille de 1645.